# Deathlike Silence Productions
Deathlike Silence Productions – niezależna wytwórnia płytowa powstała w Oslo w latach 80. Skupiała zespoły blackmetalowe.
Była to pierwsze niezależna wytwórnia takiego typu. Założycielem Deathlike Silence był Øystein Aarseth znany również jako Euronymous, muzyk zespołu Mayhem zamordowany w 1993. Nazwa wytwórni pochodzi od utworu Deathlike Silence thrashmetalowego zespołu Sodom, zamieszczonego na płycie Obsessed by Cruelty z 1986.
Początkowo wytwórnia zajmowała się wydawaniem płyt zespołów z Norwegii. Zmieniło się to w 1990, gdy Euronymous nawiązał współpracę z Morganem Håkanssonem ze szwedzkiej grupy Marduk. W późniejszym okresie działalności współpracowano także z zespołami z innych krajów (np. Sigh z Japonii).

## Płyty wydane przez Deathlike Silence
- Merciless – The Awakening (1989)
- Burzum – Burzum (1992)
- Mayhem – Deathcrush EP (1993) (reedycja Deathcrush EP z 1987)
- Abruptum – Obscuritatem Advoco Amplectére Me (1993)
- Burzum – Aske (1993)
- Mayhem – De Mysteriis Dom Sathanas (1994)
- Sigh – Scorn Defeat (1993)
- Enslaved – Vikingligr Veldi (1994)
- Abruptum – In Umbra Malitiae Ambulabo, In Aeternum In Triumpho Tenebraum (1994)
- Abruptum – Sorcery Damine Meladaaum (1994)